# Масловка (Наровчатский район)
Масловка — село в Наровчатском районе Пензенской области России. Входит в состав Потодеевского сельсовета.

## География
Село находится в северо-западной части Пензенской области, в пределах западного склона Приволжской возвышенности, в лесостепной зоне, на берегах реки Каморы, на расстоянии примерно 9 километров (по прямой) к юго-западу от села Наровчат, административного центра района. Абсолютная высота — 167 метров над уровнем моря.

### Климат
Климат характеризуется как умеренно континентальный, с холодной продолжительной зимой и тёплым летом. Среднегодовая температура воздуха — 3,6 — 3,8 °C. Средняя температура воздуха самого тёплого месяца (июля) — 20 °C; самого холодного (января) — −13 °C. Безморозный период длится 128 дней. Продолжительность вегетационного периода — в среднем 176 дней. Среднегодовое количество атмосферных осадков составляет 538 мм, из которых большая часть выпадает в тёплый период. Снежный покров устанавливается в конце ноября и держится в течение 136 дней.

### Часовой пояс
Село Масловка, как и вся Пензенская область, находится в часовой зоне МСК (московское время). Смещение применяемого времени относительно UTC составляет +3:00.

## Население
| 1710 | 1795 | 1864 | 1877 | 1897 | 1912 | 1926 |
| ---- | ---- | ---- | ---- | ---- | ---- | ---- |
| 101  | ↗604 | ↘428 | ↗543 | ↗560 | ↗757 | ↘745 |
| 1930 | 1937 | 1959 | 1979 | 1989 | 2002 | 2010 |
| ↗801 | ↘289 | ↘219 | ↗223 | ↘138 | ↘114 | ↘64  |

### Национальный состав
Согласно результатам переписи 2002 года, в национальной структуре населения русские составляли 100 % из 114 чел.

### Известные уроженцы
В Масловке родился Василий Иванович Курышев - доктор технических наук, профессор, основатель и организатор
научных исследований в области спутниковой астрономии, создатель и бессменный руководитель станции наблюдений ИСЗ Астросовета Академии наук СССР при Рязанском государственном педагогическом институте, один из авторов методики наблюдений ИСЗ.